# The Poisoned Kiss

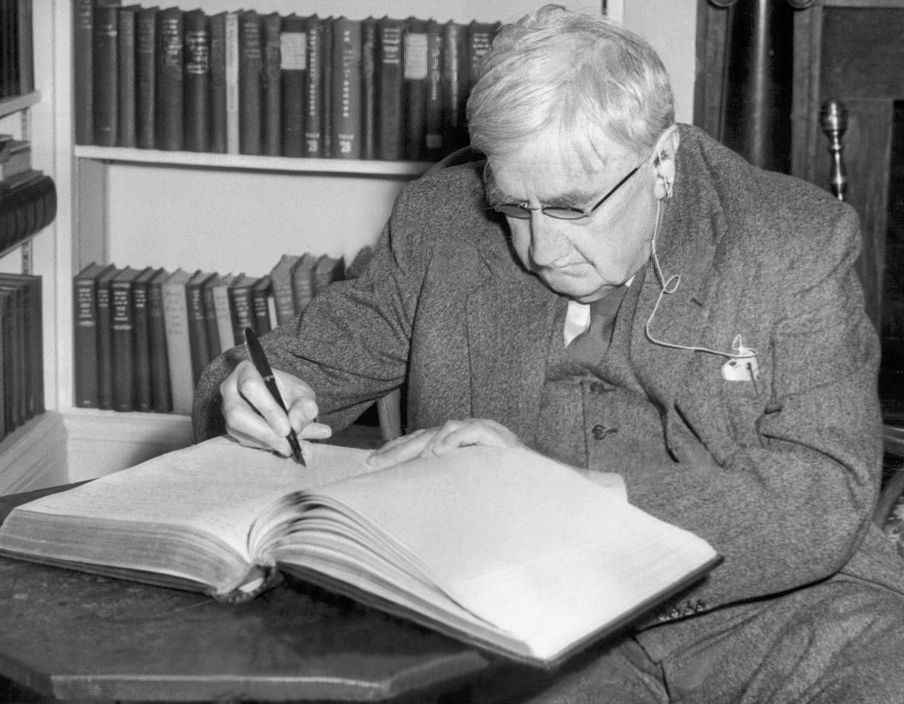
Ralph Vaughan Williams

The Poisoned Kiss, or The Empress and the Necromancer är en engelsk opera (Romantic extravaganza) med talad dialog i tre akter med musik av Ralph Vaughan Williams och libretto av Evelyn Sharp efter Richard Garnetts berättelse The Poison Maid (1888) och Nathaniel Hawthornes roman Rapaccini's Daughter (1844). 

## Historia
Vaughan Williams önskan att komponera en komisk opera ledde honom till att samarbeta med Cecil Sharps syster Evelyn. I slutet av 1920-talet arbetade han simlutant på tre operor: Sir John in Love, Riders to the Sea och The Poisoned Kiss, samtidigt som han började arbeta på sin storskaliga balett Job. Vaughan Williams erkände att partituret till The Poisoned Kiss var det enda som han aldrig vågade visa för tonsättarkollegan Gustav Holst, "därför att han skulle aldrig ha begripit varför jag ansåg det oviktigt och ändå vill komponera det." Operan hade premiär den 12 maj 1936 i Cambridge.

## Personer
(Alla karaktärer bär botaniska namn)
- Dipsacus, trollkarl (bas)
- Tormentilla, hans dotter (sopran)
- Angelica, hennes jungfru (sopran)
- Kejsarinnan Persicaria (kontraalt)
- Prins Amaryllus, hennes son (tenor)
- Gallanthus, hans väpnare (baryton)

## Handling
Akt I
Som ung man lurades trollkarlen Dipsacus av kejsarinnan Persicaria. Som hämnd planerar han att mörda hennes son prins Amaryllus. Dipsacus har fött upp dottern Tormentilla på en giftig diet. Avsikten är att när de två ungdomarna möts och blir kära kommer hennes första kyss bli dödlig för Amaryllus. Prinsen och hans väpnare Gallanthus har redan sett Tormentilla och prinsen har blivit förälskad. Dipsacus skiljer de älskande åt med en förbannelse. Tormentilla frågar fadern vad som pågår och efter att han har berättat vill hon inte vara med i planen. 
Akt II
Amaryllus och Tormentilla möts och kysser varandra. Amaryllus faller medvetslös till marken.
Akt III
Tack vare att Amaryllus moder hade givit mot motgift hela uppväxten är det inte giftet som har orsakat hans medvetslöshet utan Dipsacus förbannelse. En doktor säger att enda sättet att bota honom är hämta Tormentilla. Dipsacus anländer för att håna kejsarinnan, men deras gräl byts snart tillbaka till gammal kärlek. Operan slutar med tre lyckliga par som förenas: kejsarinnan och Dipsacus, Tormentilla och Amaryllus, samt Angelica och Gallanthus.